# Duži (Šavnik)
Pour les articles homonymes, voir Duži.
Duži (en serbe cyrillique : Дужи) est un village du centre-ouest du Monténégro, dans la municipalité de Šavnik.

## Démographie

### Évolution historique de la population
| 1948 | 1953 | 1961 | 1971 | 1981 | 1991 | 2003 |
| ---- | ---- | ---- | ---- | ---- | ---- | ---- |
| 281  | 327  | 378  | 326  | 280  | 197  | 155  |